# Ina Forsman
Ina Forsman (* 1994 in Helsinki) ist eine finnische Sängerin und Songwriterin, deren Musik im Spannungsfeld zwischen Soul, Jazz und Blues angesiedelt ist.

## Biografie
Die in Helsinki aufgewachsene Ina Forsman sagt von sich, dass sie mit sechs Jahren beschloss, Sängerin zu werden. Mit 15 Jahren nahm sie an „The Voice of Finland“ teil, schied jedoch in der ersten Runde aus. Der finnische Blues-Mundharmonika-Spieler Helge Tallqvist lud sie aber zu gemeinsamen Auftritten ein. Zwei Jahre lang war Forsman Mitglied in Tallqvists Band. 2013 brachten sie das Album Ina Forsman With Helge Tallqvist Band heraus.
2013 gewann sie die „Finnish Blues Challenge“ und vertrat 2014 Finnland bei der „European Blues Challenge“ in Riga (Platz 4). Danach ging sie mit dem belgischen Bluesmusiker Guy Verlinde auf Tour.
2016 erschien bei Ruf Records ihr erstes Soloalbum Ina Forsman mit zehn Titeln, die sie zusammen mit Tomi Leino komponierte und zu denen sie den Text schrieb, und einem Cover von Nina Simones I Want A Little Sugar In My Bowl. Das in Austin (Texas), aufgenommene Album wurde von Mark „Kaz“ Kasnoff produziert. Im gleichen Jahr ging Forsman – zusammen mit Layla Zoe und Tasha Taylor – mit Rufs „Blues Caravan“ auf Tour; dazu erschienen eine CD und eine DVD mit dem Titel Blues Caravan 2016.
2019 kam bei Ruf Records ihr zweites Album Been Meaning to Tell You heraus, wiederum von Kaz Kasnoff in Austin produziert. Im selben Jahr tat sich Forsman mit Katarina Pejak und Ally Venable für eine weitere Blues-Caravan-Tour zusammen. Sie nahmen live das 36 Titel lange Album „Blues Caravan 2019“ auf, darunter der Backwater Blues von Bessie Smith.
2022 veröffentlichte Forsman bei Jazzhaus Records das Album All There Is, für das sie während der COVID-19-Pandemie sowohl Text als auch Musik alleine geschrieben hat. 2024 folgte beim gleichen Label das Album Live.

## Diskografie
- 2013: Ina Forsman With Helge Tallqvist Band, Q-Records
- 2016: Ina Forsman, Ruf Records
- 2016: Blues Caravan 2016, mit Tasha Taylor und Layla Zoe, Ruf Records
- 2019: Been Meaning to Tell You, Ruf Records
- 2019: Blues Caravan 2019, mit Katarina Pejak und Ally Venable, Ruf Records
- 2022: All There Is, Jazzhouse Records
- 2024: Live
- 2025: After Dark Hour

## Filmografie
- Ina Forsman. Jazzopen Stuttgart 2021. Regie: Michael Maschke. SWR, Arte, Deutschland, 2021